# Mon Everest
Singles de Soprano
En feu
(2016) Roule
(2017)
Mon Everest est un single de Soprano en featuring avec Marina Kaye extrait de l'album L'Everest (2016). Il est rapidement disque d'or,. Le clip est tourné aux États-Unis.

## Classements
| Classement (2016)                       | Meilleur position |
| --------------------------------------- | ----------------- |
| Belgique (Wallonie Ultratop 50 Singles) | 32                |
| France (SNEP)                           | 11                |

## Certifications
| Région | Certification | Ventes/Streams |
| --- | ------------- | -------------- |
| France (SNEP) | Diamant       | 50 000 000‡    |
| *Ventes selon la certification ^Mise en rayon selon la certification xNon précisé par la certification ‡ventes/streaming selon la certification |               |                |